# Acquanetta
Burnu Acquanetta, auch Burnu Davenport (* 17. Juli 1921 in Cheyenne, Wyoming; † 16. August 2004 in Ahwatukee, Arizona) war eine US-amerikanische Schauspielerin, die 1946 durch ihre Rolle in Tarzan und das Leopardenweib eine hohe Bekanntheit erlangte. Entgegen einer weit verbreiteten Annahme war Acquanetta kein Künstlername.

## Leben
Acquanetta kam Ende der 1930er Jahre nach New York und arbeitete als Model für die „Powers Agency“. Die als venezolanischer Vulkan betitelte indianischstämmige (ihre Mutter gehörte den Arapaho an) Acquanetta erhielt bei Universal Studios einen Vertrag, der durch zwei Heiraten 1945 (und der Geburt eines Sohnes 1947) und 1951 unterbrochen wurde. Nach einer dritten Hochzeit mit einem wohlhabenden Autohändler verließ sie Hollywood. Vier Kinder entstammen der Ehe, die 1985 geschieden wurde. Mit ihrem Mann produzierte sie Werbespots für seine Geschäfte; daneben moderierte sie eine Freitagabend-Sendung bei einem lokalen Fernsehsender in Arizona, in der sie Spielfilme kommentierend begleitete. 1974 erschien ein Band mit Gedichten, The Audible Silence.
Burnu Acquanetta starb am 16. August 2004 im Alter von 83 Jahren.

## Trivia
Der in der New York Times erschienene Nachruf auf Acquanetta ist die Grundlage der Oper Acquanetta des US-amerikanischen Komponisten Michael Gordon, die am 26. Juni 2005 am Theater Aachen unter der Leitung von Paul Esterházy uraufgeführt wurde.

## Filmografie (Auswahl)
- 1942: Arabische Nächte (Arabian Nights)
- 1943: Rhythm of the Islands
- 1943: Captive Wild Woman
- 1944: Dead Man’s Eyes
- 1944: Das Geheimnis des Dr. Fletcher (Jungle Woman)
- 1946: Tarzan und das Leopardenweib (Tarzan and the Leopard Woman)
- 1951: Das Schwert von Monte Christo (The Sword of Monte Cristo)
- 1951: Der Cowboy, den es zweimal gab (Callaway Went Thataway)